# 김종철 (1920년)
김종철(金鍾哲, 1920년 11월 7일 ~ 1986년 11월 4일)은 대한민국의 정치인이다. 제4·7·8·9·10·12대 국회의원을 지냈다. 호는 백암(白岩), 본관은 순천이다. 김종희 한화그룹 창업주, 김종식 제13대 국회의원(신민주공화당) 등의 형이다. 김승연과 김호연의 큰아버지다.

## 학력
- 메이지 대학 상학 학사

## 약력
- 일본 메이지 대학 상과 학사 출신
- 대동청년단 본부선전ㆍ교육부장
- 1948년 한국화약 회장
- 1964년 한국베아링 회장
- 한국화성ㆍ태평물산주식회사이사회회장
- 자유당 천안을구당 위원장
- 자유당 중앙위원
- 자유당 충남도당위원장
- 민주공화당 충남도지부 위원장
- 국회 경제과학위원장
- 민주공화당 당무위원
- 제8ㆍ9대국회경과위원장
- 한ㆍ멕시코의원친선협회회장
- 1981년~1985년 한국국민당 총재
- 대통령후보
- 1948년 5월 10일 : 제헌 국회의원(충남 아산) 낙선
- 제4대 국회의원(천안을)자유당
- 제7대 국회의원(천안·천원)민주공화당
- 제8대 국회의원(천안·천원)민주공화당
- 제9대 국회의원(천안·아산·천원)민주공화당
- 제10대 국회의원(천안·아산·천원)민주공화당
- 제12대 국회의원(전국구)한국국민당

## 가족 관계
- 아버지: 김재민(金在民) - 별세
- 어머니: 오명철(吳明哲) - 별세
  - 남동생: 김종희(金鍾喜, 1922년 ~ 1981년) - 한화그룹 창업자
  - 제수씨: 강태연(姜泰年)
  - 여동생: 김종숙(金鍾淑)서울가든클럽회장
  - 매제: 김영일(金永日) (주)경인에너지 한국측 대표, (주)우일 회장
  - 남동생: 김종식(金鍾植, 1935년 ~ 2009년) - 제13대 국회의원
  - 제수씨: 문영숙(文永淑)
  - 아내: 유성은(劉成恩, 1922년 1월 13일 ~ )
    - 장남: 김요섭(金曜燮, 1948년 6월 12일 ~ )
    - 차남: 김신연(金信淵, 1952년 10월 6일 ~ ) - 한화이글스 대표이사
    - 장녀: 김수연(金秀淵, 1953년 1월 15일 ~ )
    - 삼남: 김시연(金恃淵, 1954년 ~ 2008년) - 사망
    - 사남: 김진연(金眞淵, 1956년 6월 14일 ~ )
    - 오남: 김규연(金珪淵, 1960년 8월 5일 ~ )
    - 육남: 김광연(金珖淵, 1961년 10월 2일 ~ )

## 역대 선거 결과
|  | 3.03% |

|  | 56.39% |

|  | 29.93% |

|  | 33.96% |

|  | 73.01% |

|  | 59.90% |

|  | 43.16% |

|  | 26.27% |

|  | 1.6% |

|  | 13.3% |

|  | 9.2% |